# Jill Gascoine
Jill Viola Gascoine (* 11. April 1937 in Lambeth, London, Großbritannien; † 28. April 2020 in Los Angeles) war eine britische Schauspielerin und Schriftstellerin.
Gascoine wurde dem deutschen Publikum Anfang der 1980er Jahre als Maggie Forbes in der britischen TV-Serie Auf die sanfte Tour (Originaltitel: The Gentle Touch) bekannt, die als Vorabendserie in der ARD ausgestrahlt wurde. In C.A.T.S. Eyes, der Nachfolgeserie, spielte sie ebenfalls die Rolle der Maggie Forbes. Bereits in den 1970er Jahren war sie als Letty Gaunt-Onedin in der Vorabendserie Die Onedin-Linie (The Onedin Line) im deutschen Fernsehen zu sehen. 1990 spielte sie in König der Winde (King of the Wind) an der Seite von Glenda Jackson und Richard Harris mit. Ihr schauspielerisches Schaffen umfasst mehr als 45 Film- und Fernsehproduktionen. Zuletzt war sie 2007 in einem Film zu sehen.
Mitte der 1990er Jahre veröffentlichte Gascoine auch drei Romane.
Gascoine war ab 1986 in zweiter Ehe mit dem 16 Jahre jüngeren Schauspieler Alfred Molina verheiratet. Aus der ersten Ehe mit einem Hotelier stammen zwei Kinder. Gascoine starb im April 2020 im Alter von 83 Jahren an der Alzheimer-Krankheit, ihre Erkrankung hatte sie 2013 bei einer Spendengala gegen die Krankheit öffentlich gemacht.

## Filmografie (Auswahl)
- 1973: Task Force Police (Z Cars, Fernsehserie, Folge 8x24)
- 1974: Dixon of Dock Green (Fernsehserie, Folge 20x05)
- 1976–1979: Die Onedin-Linie (The Onedin Line, Fernsehserie, 33 Folgen)
- 1977: Rooms (Fernsehserie, 45 Folgen)
- 1980–1984: Auf die sanfte Tour (The Gentle Touch, Fernsehserie, 56 Folgen)
- 1985–1987: C.A.T.S. Eyes (Fernsehserie, 30 Folgen)
- 1989: Da bin ich wieder (Home to Roost, Fernsehserie, Folge 4x01)
- 1990: König der Winde (King of the Wind)
- 1990: Taggart (Fernsehserie, Folge 6x01)
- 1994: Ausgerechnet Alaska (Northern Exposure, Fernsehserie, Folge 6x03)
- 1998: The Patron Saint of Liars – Der lange Weg zur Wahrheit (The Patron Saint of Liars)
- 1998: Die Sportskanonen (BASEketball)
- 1999: Ein Hauch von Himmel (Touched By An Angel, Fernsehserie, Folge 6x07)
- 2007: After Midnight